# 京都府立海洋高等学校
京都府立海洋高等学校（きょうとふりつ かいようこうとうがっこう）は、京都府宮津市上司にある公立水産高等学校。

## 沿革
- 1898年（明治31年）11月26日 - 水産に関する平易な学理と技術を講習することを目的とし、京都府水産講習所として設立認可される。
- 1899年（明治32年）5月1日 - 旧宮津町柳縄手の民家を借りて開所式挙行
- 1903年（明治36年）12月 - 旧宮津町鶴賀に新講習所の建設決定
- 1906年（明治39年）3月 - 第一期工事完成、移転
- 1907年（明治40年）2月 - 第二期工事完成
- 1942年（昭和17年）3月12日 - 文部省告示第152号水産学校規定による京都府立宮津水産学校を旧宮津町に設立（4月1日より開校）
- 1948年（昭和23年）4月1日 - 学制改革により京都府立水産高等学校になる。
- 1948年（昭和23年）7月1日 - 現在地（元第31海軍航空隊跡）に移転
- 1951年（昭和26年）11月14日 - 京都府水産試験場に昭和天皇の戦後巡幸。生徒と教職員らが試験場付近の海上に船で乗り出して奉迎を行う[1]。
- 1964年（昭和39年）4月1日 - 食品化学科、無線通信科の2科を新設
- 1968年（昭和43年）11月20日 - 実習船みずなぎ（初代97トン）竣工
- 1983年（昭和58年）3月17日 - 実習船みずなぎ（2代目148トン）竣工
- 1988年（昭和63年） - 漁業科、水産製造科、食品化学科、無線通信科募集停止
- 1990年（平成2年）4月1日 - 京都府立海洋高等学校に校名変更し、設置学科を海洋生産科、マリン技術科、水産経済科とする
- 1991年（平成3年）3月28日 - 実習船かいよう（19トン）竣工
- 1991年（平成3年）6月15日 - 実習船むそう（初代2トン）竣工
- 1991年（平成3年）7月31日 - 海洋技術実習棟完成
- 1992年（平成3年）11月30日 - 教室棟　実習桟橋完成
- 1993年（平成5年）5月31日 - 艇庫、揚艇施設完成
- 1997年（平成9年）3月24日 - 実習船みずなぎ（3代目185トン）竣工
- 2003年（平成15年）4月1日 - 設置学科を海洋科学科、海洋工学科、海洋資源科とする学科改編を年次進行で実施
- 2012年（平成24年）12月24日 - ウエイトリフティング場　竣工
- 2014年（平成26年）3月28日 - 実習船みずなぎ（4代目258トン）竣工
- 2015年（平成27年）12月28日 - 実習船むそう（2代目2トン）竣工

## 設置学科
- 海洋学科群

2年次より、以下の学科に分かれる
- 海洋科学科
- 海洋工学科
  - 航海船舶コース
  - 海洋技術コース
- 海洋資源科
  - 栽培環境コース
  - 食品経済コース

## 周辺
- 宮津市立栗田小学校
- 宮津市立栗田中学校
- 栗田郵便局

## 交通アクセス
- 京都丹後鉄道宮舞線 栗田駅
- 丹後海陸交通 学校前バス停下車
- 京都府道605号栗田半島線沿い

## 特色
- 京都府下唯一の水産・海洋系の高校であり、府内外問わず出願できる。

## 著名な教員
- 川﨑さと美（旧姓斎藤） - 保健体育教諭兼ウエイトリフティング部顧問。ウエイトリフティング世界選手権メダリスト。

## 著名な出身者
- 今井佑海 - 女子レスリング選手。U-23レスリング世界選手権金メダリスト。